# Župnija Sv. Venčesl
Župnija sv. Vencesl na Zgornji Ložnici je rimskokatoliška teritorialna župnija dekanije Slovenska Bistrica, v okviru Bistriško-Konjiškega naddekanata, ki je del nadškofije Maribor.

## Zgodovina
Župnijska cerkev sv. Venceslava v Venčeslu (Zgornja Ložnica) preseneča s svojim patronicijem, po letu 935 umorjenem knežjem sinu, katerega češčenje se je začelo kmalu zatem, ko so njegovo truplo prenesli v komaj začeto katedralo sv. Vida na Praškem gradu. Ker okoliščine gradnje cerkve niso poznane, ni znano niti, kako je v te kraje segel češki vpliv. 
Oglejski patriarh Pelegrin I. je leta 1146 ustanovil tri župnije: hočko, konjiško in slivniško, kar potrjuje do danes ohranjena listina.  Pražupnija Slivnica je takrat obsegala ozemlje od Areha na Pohorju do vrha Boča. Na območju velike pražupnije je sčasoma nastalo 14 novih župnij (Tinje, Venčesl, Šmartno na Pohorju, Slovenska Bistrica, Črešnjevec, Laporje, Poljčane, Studenice, Makole, Cirkovce, Zg. Polskava, Sp. Polskava, Fram in kot zadnja leta 1966 še župnija Rače).
V pisnih zgodovinskih virih o sedanji konjiški nadžupniji je navedeno, da je le-ta do leta 1251 z Laporjem in Poljčanami segala vse do Ložnice, tega leta pa ju je župnik Peter (Plebanus sancti Georgii de Gonwiz) predal dominikanskemu samostanu v Studenicah v zameno za Tinje na Pohorju in Venčesl.
Po letu 1251 podatkov o njej ni, verjetno je vikariat kmalu nazadoval na raven tinjske podružnice, kot dokumentirajo deželnoknežne vizitacije od 1544/45 dalje. Župnija je bila ustanovljena leta 1788.